# 加茂町行重
加茂町行重（かもちょうゆきしげ）は岡山県津山市にある地名。郵便番号は709-3933。

## 地理
平成の大合併前の津山市北端、高田地区に接する。

## 歴史
1938年（昭和13年）5月21日、津山三十人殺しが発生した地として知られる。今でこそ当地は津山市であるが事件当時は西加茂村であり、隣接する高田地区も高田村の時代であった。事件の約4年後に加茂町となった。

### 沿革
- 1889年6月1日 - 町村制施行により、東北条郡行重村が同郡百々村、中原村、楢井村、成安村と合併、西加茂村となる。行重村は大字行重となる。
- 1900年4月1日 - 東北条郡が東南条郡、西西条郡、西北条郡と合併し、苫田郡となる。
- 1924年7月1日 - 苫田郡加茂村が町制、加茂町となる。
- 1942年5月27日 - 西加茂村が加茂町 、東加茂村と合併し、新たに加茂町となる。
- 1951年1月1日 - 加茂町から旧・加茂町が分離、新加茂町となる。旧・西加茂村、旧・東加茂村の範囲が加茂町として残る。
- 1954年4月1日 - 苫田郡加茂町、新加茂町、上加茂村が合併、新たに加茂町となる。
- 2005年2月28日 - 加茂町が苫田郡阿波村、勝田郡勝北町、久米郡久米町とともに津山市に編入され、加茂町域の大字にはそれぞれ前に加茂町が付き、大字の文字表記を削除、大字行重は加茂町行重となった。

## 世帯数と人口
2021年（令和3年）1月1日現在の世帯数と人口は以下の通りである。
| 町丁       | 世帯数 | 人口  |
| ---------- | ------ | ----- |
| 加茂町行重 | 55世帯 | 125人 |

## 小・中学校の学区
市立小・中学校に通う場合、学区は以下の通りとなる。
| 番地 | 小学校             | 中学校             |
| ---- | ------------------ | ------------------ |
| 全域 | 津山市立加茂小学校 | 津山市立加茂中学校 |

## 交通

### 道路
- 岡山県道68号津山加茂線

## 施設
- 真福寺
- 行重城跡